# Xã Montgomery, Quận Montgomery, Missouri
Xã Montgomery (tiếng Anh: Montgomery Township) là một xã thuộc quận Montgomery, tiểu bang Missouri, Hoa Kỳ. Năm 2010, dân số của xã này là 3.729 người.